# Knooppunt Jordanowo
Het knooppunt Jordanowo (Pools: Węzeł Jordanowo) is een toekomstig verkeersknooppunt ten noorden van de Poolse stad Świebodzin. Hier zullen de A2 richting Berlijn en Poznań en de S3 richting Szczecin en Zielona Góra elkaar kruisen. Het knooppunt is genoemd naar het dorp Jordanowo, dat er ten noorden van ligt.
Het knooppunt zal worden uitgevoerd als een dubbel trompetknooppunt. Tussen beide delen komt een tolplein, omdat de A2 een tolweg is en de S3 niet.

## Toekomst
De A2 is sinds december 2011 geopend op de plaats van het knooppunt.
| Aansluitende wegen  | Aansluitende wegen | Aansluitende wegen       | Aansluitende wegen | Aansluitende wegen |
| ------------------- | ------------------ | ------------------------ | ------------------ | ------------------ |
|                     |                    | S3 richting Szczecin     |                    |                    |
|                     |                    |                          |                    |                    |
| A2 richting Berlijn | A2 richting Poznań |                          |                    |                    |
|                     |                    |                          |                    |                    |
|                     |                    | S3 richting Zielona Góra |                    |                    |